# Семь свободных искусств

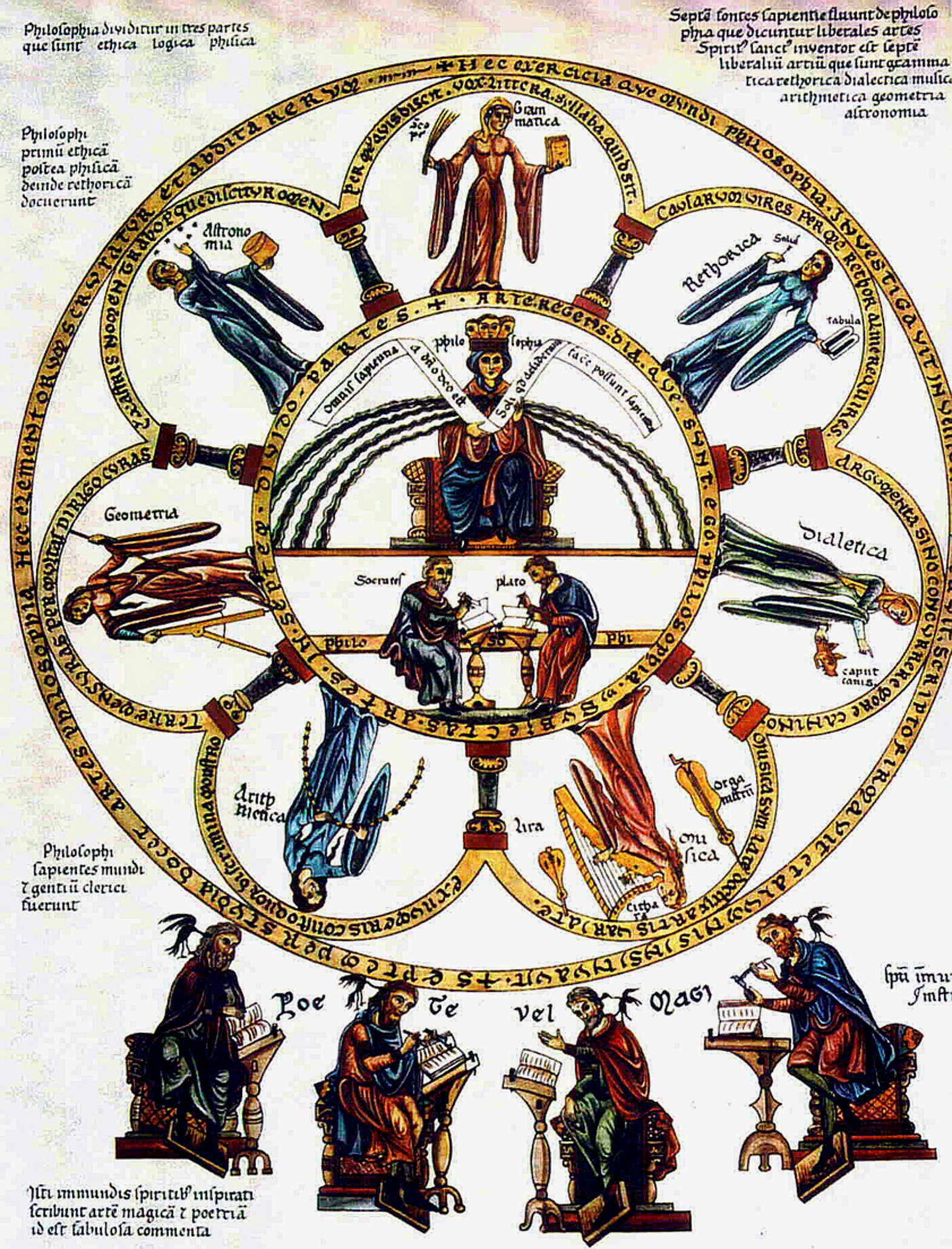
Философия и семь свободных искусств. Миниатюра из книги Геррады Ландсбергской «Hortus Deliciarum» (1167—1185)

Семь свобо́дных иску́сств, или семь во́льных иску́сств (лат. septem artēs līberālēs) — круг «наук», или «искусств» в понимании Логоса у стоиков (др.-греч. ἐλευθέριοι παιδεῖαι, ἐγκύκλια παιδεύματα), преобразованный затем средневековой христианской Западной Европой; противопоставляются несвободным (лат. artes illiberales), или механическим искусствам (лат. artes mechanicae).
Эти термины не нужно путать с терминами «свободное искусство», «свобода искусства».

## Другие термины и переводы
Для обозначения свободных искусств встречаются и другие латинские термины: лат. doctrinae liberales «свободные нау́ки», лат. liberalia studia «свободные заня́тия», лат. artes bonae «хоро́шие искусства», лат. artes ingenuae «изя́щные искусства». Встречается перевод словосочетания лат. artes liberales как «во́льные искусства».

## Античность
Ещё в античности начал вырабатываться список «наук» (затем как набор учебных дисциплин), позже названных свободными искусствами. Их совокупность рассматривалась как необходимый подготовительный этап для занятий философией.
Традиционно основоположником системы обучения, основанной на «свободных искусствах», считался софист Гиппий.
В Древнем Риме так назывались занятия и упражнения, достойные свободного человека, в отличие от занятий, требующих физического труда (artes mechanicae, например, живопись, скульптура, медицина), которыми могли заниматься и рабы. Их обзору посвящено, например, знаменитое (88-е) письмо к Луцилию Сенеки. Понимание определённых учебных наук как обязательного образовательного цикла сформировалось постепенно в трудах Никомаха, Секста Эмпирика, Августина Блаженного (кн. 2 трактата «De ordine»), Марциана Капеллы, Боэция, Кассиодора, Исидора Севильского и других писателей времён поздней античности и раннего Средневековья.
Учение о свободных искусствах было систематизировано в V веке Марцианом Капеллой в трактате «О бракосочетании Филологии и Меркурия», посвящённом обзору семи свободных искусств, которые представлены в аллегорических образах юных невест.
Слово «искусство» (лат. ars) в данном контексте следует понимать не как «художественное мастерство» (такое, ныне господствующее, понимание искусства сложилось только в Новое время), а как практическую науку, представленную в виде системно-упорядоченного подхода, который сложился по мере развития понимания человека и мира в целом.
Всего было выделено семь «свободных искусств»; они были как уровни обучения: искусства слова (грамматика и риторика), мышления (диалектика) и числа (арифметика, геометрия, астрономия, музыка).
Первый цикл (из трёх учебных наук) назывался тривий (trivium), второй цикл (из четырёх) — квадривий (quadrivium). Цикл математических наук оформился ещё в поздней античности (по-видимому, в Новой Академии). В рамках неоплатонизма старшей из наук квадривия признавалась арифметика:

Итак, какую же из дисциплин нужно изучать первой, если не ту, что является началом и выполняет как бы роль матери по отношению к другим [дисциплинам]? Такова как раз арифметика. Она предшествует всем другим не только потому, что сам Бог, творец этого мироздания, взял её первой за образец своего мыслеполагания и по её [принципу] устроил всё, что через числа силой творящего Разума обрело гармонию в установленном порядке, но и потому арифметика объявляется предшествующей, что если устранить предшествующие по своей природе сущности, тотчас же устраняются и последующие. Если гибнут последующие, то ничего в статусе предыдущей субстанции не меняется.— Боэций. Основы арифметики I,1
Тривий оформился значительно позже, в раннем Средневековье. Совокупность семи учебных наук рассматривалась как необходимый подготовительный этап для получения философского знания о мире.
Список свободных искусств по Исидору Севильскому:
| Свободные искусства | Свободные искусства | Свободные искусства | Свободные искусства | Свободные искусства | Свободные искусства | Свободные искусства |
| Тривий              | Тривий              | Тривий              | Квадривий           | Квадривий           | Квадривий           | Квадривий           |
| ------------------- | ------------------- | ------------------- | ------------------- | ------------------- | ------------------- | ------------------- |
| Грамматика          | Диалектика (логика) | Риторика            | Арифметика          | Геометрия           | Музыка              | Астрономия          |

## Средние века
Христианские авторы приспосабливали античные науки к нуждам христианского образования. Пользу грамматики, например, они видели в знании Священного писания и других церковных книг, риторики — в искусстве проповеди, астрономии — в вычислении пасхалий, диалектики — в умении спорить с еретиками.
В средневековых университетах семь свободных искусств изучались на младшем факультете — факультете искусств, окончание которого давало право поступления на один из старших факультетов — богословский, медицинский или юридический. Другие учебные дисциплины стали постепенно проникать в этот замкнутый ряд лишь с XII века, и то с большим трудом. Даже современная западная система научных званий — магистр искусств и доктор философии (MA и PhD) — отражает это древнее деление.
Гуманисты поставили свободные искусства в иерархии знаний выше медицины и юриспруденции, в особенности развивая риторику и грамматику.
Из людей, писавших о семи свободных искусствах в Средние века, можно упомянуть Теодульфа и Винсента из Бове.
Свободные искусства преподавались в средневековых средних учебных заведениях (монастырских и епископальных школах, коллегиумах монашеских орденов) и университетах.
Последовательность преподавания свободных искусств. Сначала преподавался тривиум (первая из дисциплин — грамматика, а также логика (диалектика) и риторика), потом квадривиум (базовая дисциплина — арифметика, а также геометрия, астрономия и музыка (гармоника)). Тривиум преподавался отдельно в начальных школах, которые поэтому назывались элементарными или тривиальными.
В средневековых университетах свободные искусства составляли первую ступень высшего образования и преподавались на низшем, подготовительном факультете — факультете искусств (факультет свободных искусств, артистический факультет лат. facultas artium (liberalium)). Помимо них на факультете искусств преподавались философия и другие науки. Окончившим факультет присваивалась учёная степень магистра искусств (магистр свободных искусств magister artium liberalium). Эта степень присуждалась в Германии и присуждается в англоязычных странах (англ. master of arts) по широкому кругу дисциплин, за исключением права, медицины и богословия.
Уже к XIII веку система семи свободных искусств считалась устаревшей. По приговору Фомы Аквинского, «семь свободных искусств недостаточны для деления теоретической философии» (лат. septem artes liberales non sufficienter dividunt philosophiam theoricam).

## Возрождение и Новое время

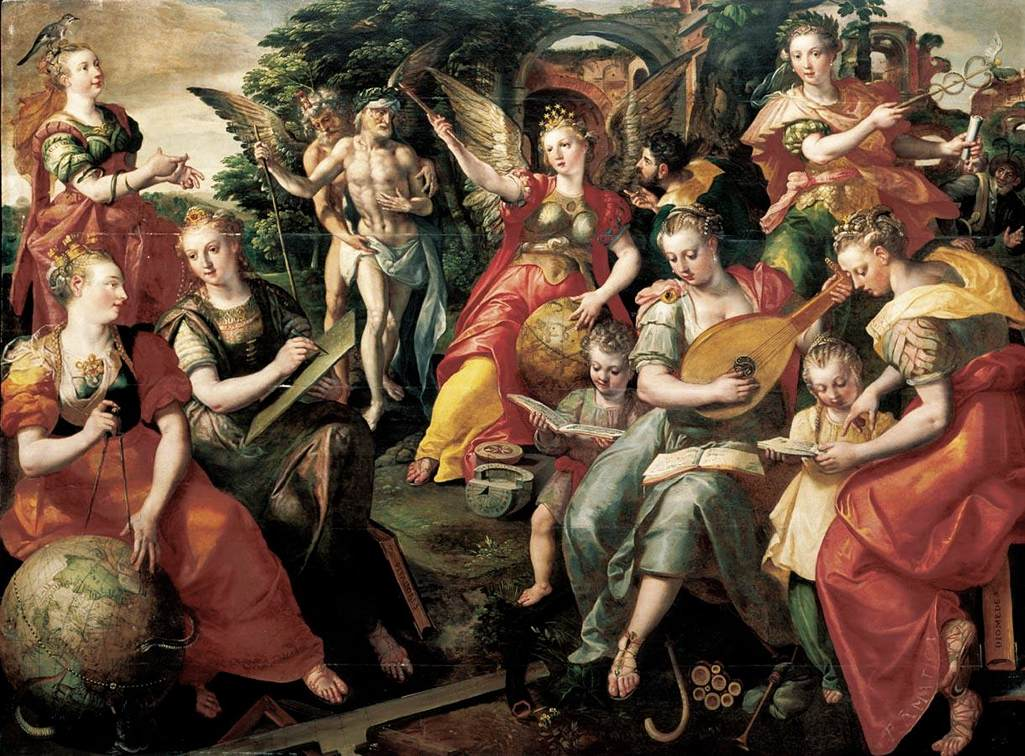
Аллегорическое изображение 7 свободных искусств

В эпоху Реформации факультет искусств был переименован в философский факультет. В раннее Новое время систему свободных искусств сменила система дисциплин классических гимназий.

## Современность
В Средние века обучение свободным искусствам воспринималось как подготовка к изучению более серьёзных дисциплин, таких как медицина или богословие. Позднее свободные искусства стали рассматриваться как самостоятельные науки, став во многом синонимом гуманитарных наук. В наше время частью свободных искусств обычно рассматриваются искусство, гуманитарные и общественные науки, а нередко и другие научные дисциплины, например, математика. Считается, что изучение свободных искусств помогает научиться анализировать и интерпретировать информацию, а также обрести умение формировать и выражать своё мнение.
Академические области, которые связывают с термином свободные искусства, включают:
- Гуманитарные науки
  - Архитектура, дизайн и прикладное искусство
  - Изобразительные искусства (история изобразительных искусств, живопись, фотография, скульптура)
  - Музыка (теория музыки и музыковедение, танец и хореография, история музыки, композиция и другое)
  - Кинематограф и телевидение (в том числе кинокритика и киноведение, теория телевидения)
  - Театр (актёрское искусство, театральная режиссура, история театра и драматургия)
  - История
  - Лингвистика и языки
  - Литература (в том числе литературоведение и литературная теория, великие книги[англ.])
  - Религиоведение
- Общественные науки
  - Социология
  - Культурология и этнология
  - Политология
  - Психология (немедицинская)
- Абстрактные науки
  - Логика
  - Математика
- Наука
  - Философия науки
  - История науки

## Комментарии
1. 1 2  King R. J. Desiring Rome: Male Subjectivity and Reading Ovid’s Fasti Архивная копия от 15 июня 2015 на Wayback Machine, p. 121.
2. ↑  Николай Александров. «Через 2-3 года в вузах начнут изучать школьную программу». Дата обращения: 12 июня 2015. Архивировано 16 июня 2015 года.
3. ↑  Фрэнсис Йейтс Искусство памяти в Средние века Архивная копия от 24 июля 2014 на Wayback Machine // Искусство памяти. / Перев. Е. Малышкин. СПб.: Университетская книга, 1997.
4. ↑  У Боэция, который ввёл это слово в обиход, оно пишется несколько иначе — quadruvium.
5. ↑  Семь свободных искусств Архивная копия от 7 сентября 2006 на Wayback Machine — Российский общеобразовательный портал
6. ↑  Expositio super librum Boethii de Trinitate, 5.1.3